# آگنونه
اگنان (به ایتالیایی: Agnone) یک سکونتگاه مسکونی در ایتالیا است که در استان ایسرنیا واقع شده‌است.

## خصوصیات
اگنان ۹۶ کیلومترمربع مساحت و ۵٬۲۵۳ نفر جمعیت دارد و ۸۵۰ متر بالاتر از سطح دریا واقع شده‌است.